# Acalypha glechomaefolia
Acalypha glechomaefolia é uma espécie de flor do gênero Acalypha, pertencente à família Euphorbiaceae.